# Seliger (foguete)
Seliger foi o nome atribuído a uma família de foguetes de sondagem movidos a combustível sólido criados pela equipe de Berthold Seliger, entre 1961 e 1964.
Seliger nasceu em 1928 em Dauba, República Checa. Interessado por física desde cedo, estudou na Mittweida Engineering School, e
antes mesmo de completar os estudos se tornou assistente de Eugen Sänger. Na impossibilidade de lidar com foguetes na Alemanha do pós guerra, ele se estabeleceu
numa oficina de consertos de ciclomotores em 1955. Em 1960, ele foi admitido na nova "Sociedade de Foguetes Alemã" (DRG), e em 1961, criou a
empresa Seliger Forschungs- und Entwicklungsgesellschaft mbH, e converteu a sua oficina para a produção de foguetes.
Foram criados três modelos, de um, dois e três estágios, uma rampa de lançamento móvel e adaptável a cada modelo, além dos equipamentos de rastreio. Durante os testes, o exército alemão forneceu: segurança, serviço de comunicação e um helicóptero para busca e recuperação da carga útil.
Os testes foram efetuados com o patrocínio da "Sociedade de Foguetes Alemã", uma sociedade civil e privada, sob um contrato com o Instituto Max Planck e a Defesa Federal alemã.
Os lançamentos foram efetuados a partir de Cuxhaven, e foram interrompidos devido à proibição, por parte do governo alemão, de que civis efetuassem lançamentos de foguetes em junho de 1964.
Os três modelos criados por Seliger, tinham as seguintes características:
1. Um foguete de um estágio, com 3,4 m de altura, 56 cm de diâmetro e 50 kN de empuxo inicial. O primeiro lançamento ocorreu em 19 de novembro de 1962, atingindo 40 km de altitude.
2. Um foguete de dois estágios com 6 m de altura, 56 cm de diâmetro e 50 kN de empuxo inicial. O primeiro lançamento ocorreu em 7 de fevereiro de 1963, atingindo 80 km de altitude.
3. Um foguete de três estágios com 12,8 m de altura, 56 cm de diâmetro e 50 kN de empuxo inicial. O primeiro lançamento ocorreu em 2 de maio de 1963, com quantidade de combustível reduzida, atingindo 110 km de altitude. Mais tarde, com a carga total de combustível chegou a 150 km.

Todos os modelos eram recuperados por intermédio de paraquedas, sendo que o modelo mono estágio, era completamente reutilizável.
Outros modelos foram desenvolvidos, e alguns chegaram a ser demonstrados para representantes militares de países não membros da OTAN em 5 de dezembro de 1963.